# Вакцинация против COVID-19 на Украине

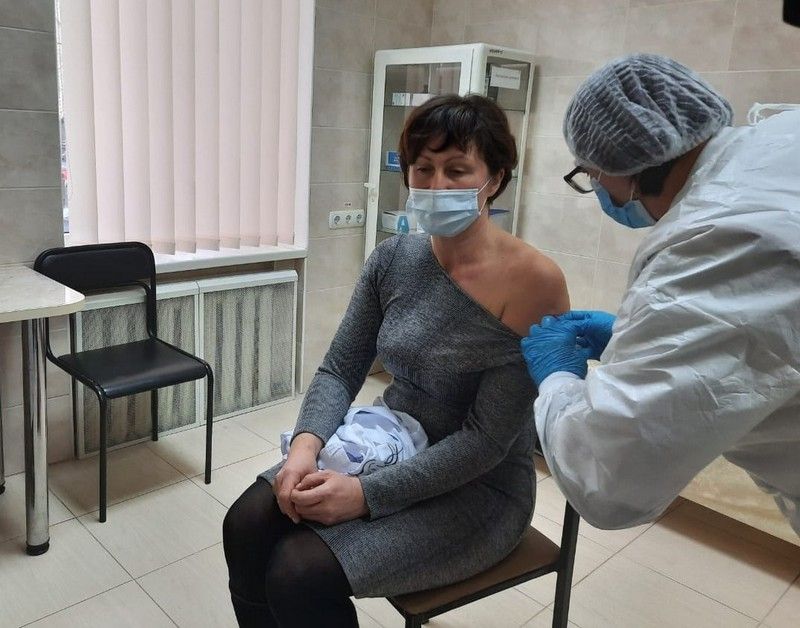
Врач Людмила Бойко получает первую прививку в Винницкой области (февраль 2021 года)

Кампания вакцинации против COVID-19 на Украине — постоянная кампания по массовой иммунизации против пандемии COVID-19 на Украине.
Программа вакцинации в Украине стартовала 25 февраля 2021 года и с этого дня по 4 ноября 2021 года в Украине было сделано 23 775 008 прививок, поэтому полностью вакцинированы были 10 610 359 (т.е. 25% населения Украины) и около 3 миллионов вакцинированы одной дозой. Этот показатель является одним из самых низких среди стран Европы. На Украине используются вакцины четырёх разных производителей — AstraZeneca (по состоянию на 3 ноября 2021 года — 17,2 % всех прививок), Sinovac (CoronaVac, 29,6 %), Pfizer-BioNTech (41,7 %), Moderna (11, 5%).
В марте 2021 года около половины населения не планировали вакцинироваться. По результатам опроса в августе 2021 года 56% украинцев не планировали вакцинироваться.
Привитым украинцам не обязательно строго соблюдать карантинные правила системы эпидемиологической зоны Украины («зелёная», «жёлтая» и «красная»). Вакцина бесплатна для всех граждан Украины.

## Ход вакцинации
Украине была предложена вакцина Спутник V, произведённая в России, но в феврале 2021 года Украина отказалась её покупать или регистрировать, а от лиц, вакцинированных Спутником, при въезде в страну требовалось прохождение теста на COVID.

### Старт кампании
Вакцинация против COVID-19 на Украине началась 24 февраля 2021 года вакциной AstraZeneca, которая официально зарегистрирована в Украине только днём ранее. 13 апреля на Украине начался процесс вакцинации населения препаратом CoronaVac, который был зарегистрирован 9 марта, а первая партия прибыла в Украину 25 марта. 19 апреля в Украине также начали применять вакцину Pfizer, поступившую в Украину тремя днями ранее в рамках компании Covax. 20 июля, кроме этих трёх вакцин, начали применять вакцину Moderna.
Темпы вакцинации на Украине были очень медленными по сравнению с другими европейскими странами. Основными причинами является отсутствие вакцин (ни одна из вакцин не производится на Украине), дезинформация в соцсетях о действии вакцин и сильный скептицизм среди населения. В первом квартале 2021 года было вакцинировано только около 230 тысяч украинцев, что составляет 0,4% населения.

### Лето 2021 года
Согласно плану министра здравоохранения Виктора Ляшко на июнь 2021 года, к концу лета должны быть полностью вакцинированы пять миллионов человек. По факту этот план был выполнен к 16 сентября 2021 года. Ещё более оптимистичным был президент Украины В. Зеленский, заявив, что «Ко Дню Независимости большинство украинцев, нуждающихся в прививке от COVID-19, должны получить вакцину». Фактически по состоянию на 24 августа 2021 года были полностью вакцинированы только 3,2 млн человек.
В июне 2021 года началась вакцинация государственных служащих, прокуроров и судей, но ни одна первая доза не была введена людям старше 60 лет, людям с хроническими заболеваниями (например, сахарным диабетом) и больным раком.
15 июня 2021 года депутаты украинского парламента (422 человека) были вакцинированы вакциной Pfizer-BioNTech от COVID-19, несколько депутатов заявили, что их не сообщили, что они будут вакцинированы именно этой вакциной. 21 сентября 2021 депутат от фракции «Слуга народа» Михаил Радуцкий заявил, что 50% нардепов не вакцинированы. С 14 по 20 июня от коронавируса вакцинировали 367 тысяч украинцев: первую дозу получили 246 339 человек, вторую — 121 654 человека.

### Осень 2021 года
20 сентября 2021 года министр здравоохранения Виктор Ляшко  заявил, что с 15 июня по 15 сентября 92% госпитализированных с COVID-19 не были вакцинированы и 99,2% случаев зарегистрированных смертей от COVID-19 также приходились на невакцинированных.
Расследование в конце сентября 2021 года, проведённое «Радио Свободная Европа», выявило массовый рынок поддельных сертификатов о вакцинации от COVID-19. Этот спрос (на поддельные сертификаты о прививках от COVID-19) особенно возрос после того, как Европейский союз согласился признать украинские цифровые документы о прививках.
Спрос на вакцинацию вырос после того, как в конце октября 2021 года новые инфекции и смертность начали бить антирекорды. С 15 по 21 октября в Украине было привито почти 1 миллион человек. Однако по состоянию на конец октября 2021 года Украина оставалась одной из наименее вакцинированных стран Европы. Неизвестное количество украинцев приобрело незаконный поддельный сертификат вакцины от COVID-19 (стоимостью от $20 до $200, в отдельных случаях до $380). По состоянию на 25 октября 2021 года на Украине возбуждено более 800 уголовных дел за поддельные справки или тесты на коронавирус. Также 25 октября украинские власти сообщили о рекордной ежедневной смертности — 734 смертельных случая от коронавируса.

## Поставки вакцин
За шесть месяцев 2021 года в Украину было доставлено 5,1 миллиона доз вакцин против COVID-19, это 1,9 миллиона доз CoronaVac, 1,6 миллиона доз вакцины Oxford-AstraZeneca и 1,6 миллиона доз вакцины Pfizer-BioNTech. До конца июня 2021 года были заключены контракты на поставку 37,3 миллиона доз вакцин, в том числе 20 миллионов доз вакцины Pfizer-BioNTech, 10 миллионов доз вакцины Novavax, 5,3 миллиона доз CoronaVac и 2 миллиона доз вакцины Оксфорд-АстраЗенека. 5 июля 2021 года на Украине утвердили вакцину Johnson & Johnson. В июле 2021 года на Украине начали вакцинироваться вакциной от COVID-19 Moderna.
12 июля канцлер Германии Ангела Меркель заявила, что Украина получит от Германии 1,5 млн доз вакцины от коронавируса.
К середине сентября 2021 года в Украине было 10 миллионов доз вакцин от четырёх разных производителей.
В начале 2021 года Россия снова предложила поставить Украине вакцину Спутник V, но Украина снова отказалась покупать или регистрировать эту вакцину.

## Центры вакцинации

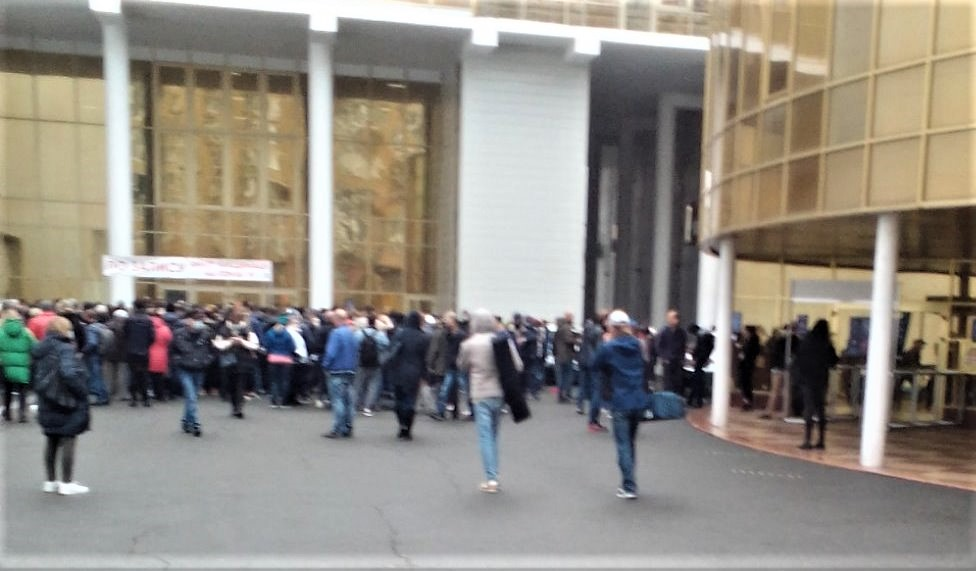
Очередь на вакцинацию в Киеве, ноябрь 2021

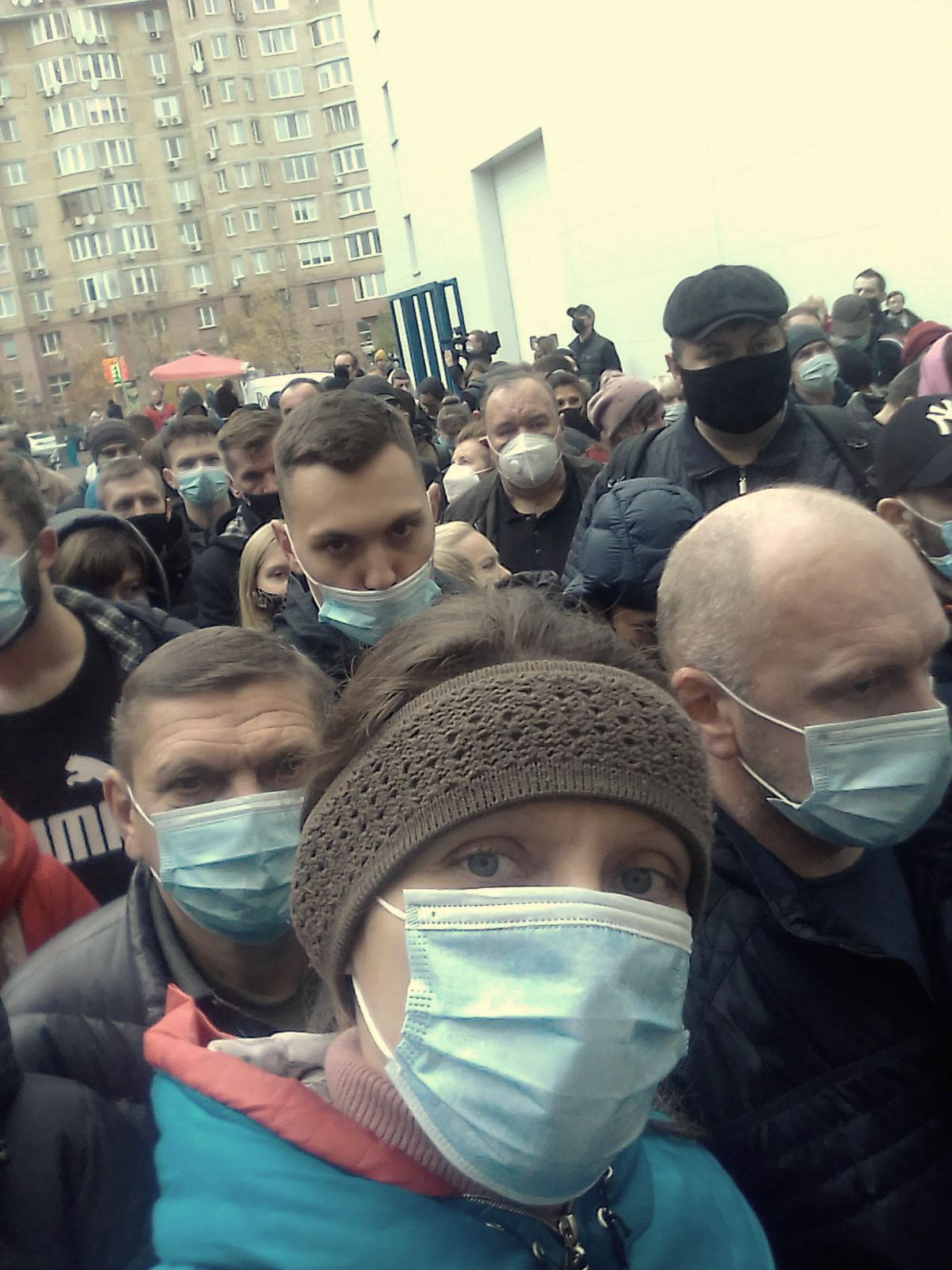
Очередь на вакцинацию в Киеве, ноябрь 2021

В середине августа 2021 года украинцев вакцинировали 804 мобильные бригады и 2755 стационарных вакцинационных пунктов и 324 вакцинационных центра. По состоянию на 3 ноября 2021 года действовали 1082 мобильные бригадами по иммунизации, 3254 пункта прививки и 421 центр вакцинации населения.
Возле пунктов вакцинации в 2021 году наблюдались большие очереди. В отдельных случаях ситуация ухудшалась из-за сбоя электронных очередей. Накануне объявления карантина в ноябре 2021 года очереди увеличились.

## Ограничения в отношении непривитых/обязательных прививок

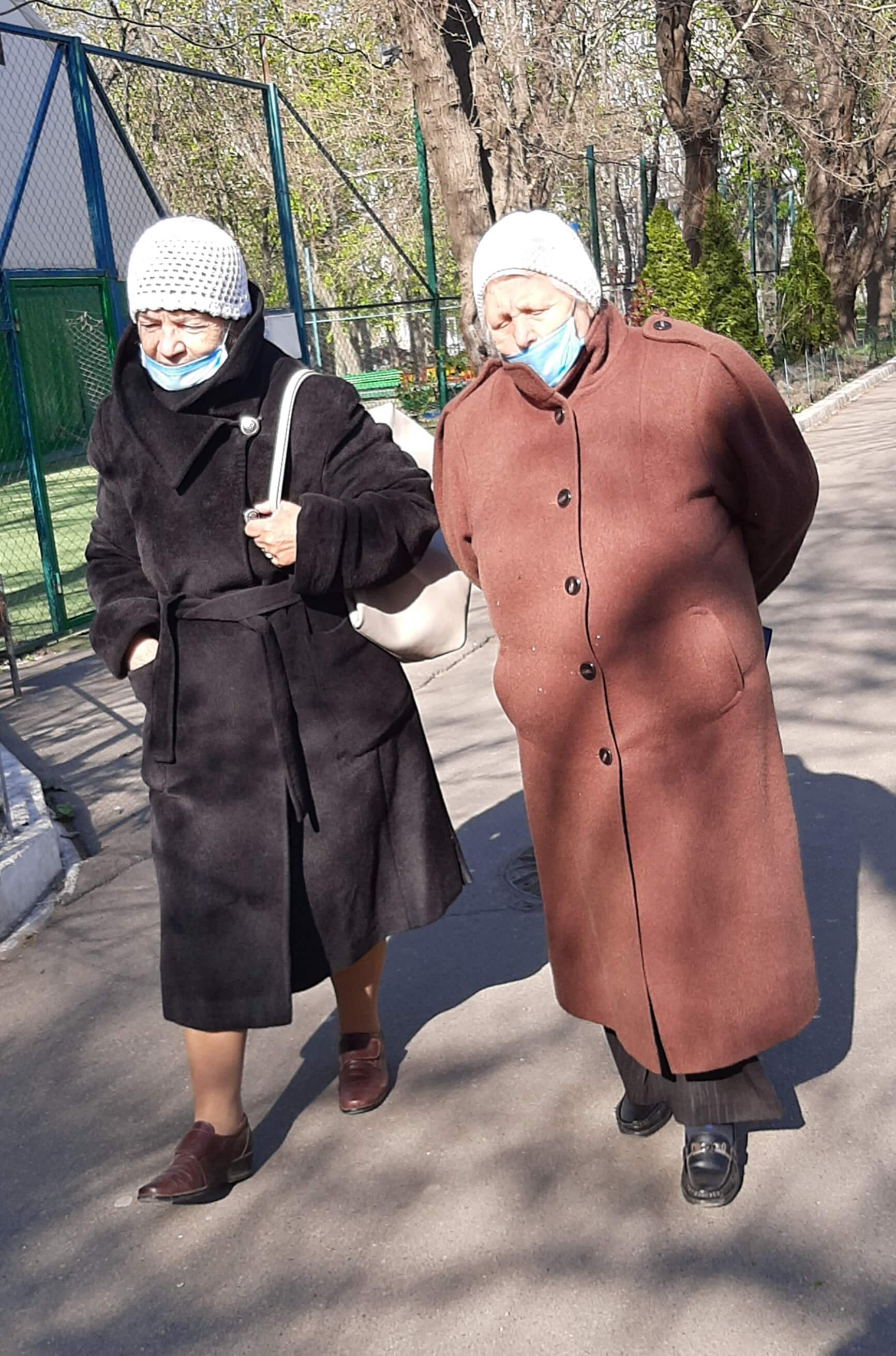
Обязательное ношение масок в общественных местах в Одессе (апрель 2020 года)

Кабинет министров Украины установил четыре разных уровня эпидемической опасности:
- «зеленая» зона; где есть требование об обязательном ношении масок в общественных зданиях и в транспорте
- «жёлтая» зона; где (кроме масочного режима и необходимости соблюдения дистанции) запрещено проведение массовых мероприятий с участием более одного человека на 4 квадратных метра площади помещения или территории, запрещается заполняемость кинотеатров и других учреждений культуры более 50% мест, запрещается заполняемость спортивных залов и фитнес-центров более чем одним человеком на 10 квадратных метров и закрывается работа учебных заведений, за исключением тех, где не менее чем 80% работников имеют «жёлтый» или «зелёный» сертификат COVID
- «красная» эпидемиологическая зона; где запрещается работа учреждений общественного питания (кроме адресных запросов на доставку и вынос) и торгово-развлекательных центров, кинотеатров, театров, развлекательных учреждений, учреждений культуры (кроме историко-культурных заповедников), кино- и видеосъёмки, будут закрыты продовольственные рынки и магазины, спортивные залы, бассейны и фитнес-центры, учебные заведения, массовые мероприятия (кроме официальных спортивных мероприятий и матчей команд, которые занимаются спортом без зрителей), отели, общежития и т.п.;

Владельцы бизнеса могут использовать подтверждённые государством "жёлтые" сертификаты для тех, кто получил разовую дозу вакцины от коронавируса, и "зелёные" сертификаты для тех, кто получил все необходимые прививки для соблюдения правил карантина. Вышеупомянутые ограничения «цветной зоны» не будут применяться, если весь персонал и все посетители, кроме тех, кому не исполнилось 18 лет, полностью вакцинированы против COVID-19.
9 июня 2021 года все регионы Украины были введены в «зелёную» зону карантина. 23 сентября 2021 года вся Украина попала в «жёлтую» зону, а в период с 15 октября по 1 ноября большинство регионов Украины были признаны «красной» зоной.
22 сентября 2021 года министр здравоохранения Виктор Ляшко сообщил, что его министерство планирует утвердить список профессий, подлежащих обязательной вакцинации (от коронавирусной инфекции). Реализация этого плана состоялась 7 октября, однако фактически, согласно приказу Минздрава, список был ограничен только работниками образования и работниками центральных органов исполнительной власти, местных государственных администраций. Постановление привело к интенсификации процесса вакцинации до 300 тысяч вакцинаций в сутки по состоянию на конец октября 2021 года. Несмотря на это по состоянию на 19 ноября 2021 года почти 3,5 тысячи невакцинированных учителей было отстранено от работы.

## Неблагоприятные события после иммунизации
Минздрав Украины осуществляет мониторинг и регистрацию неблагоприятных событий после иммунизации. По состоянию на 21 сентября 2021 года в Украине было зафиксировано 95 случаев смерти после вакцинации, однако 77 из них были признаны Минздравом не имеющими связи с вакцинацией, а остальные 18 оставались нерасследованными. Частота развития анафилактических шоков к количеству введённых доз вакцин против COVID-19 составила 0,0002%. По состоянию на 15 ноября 2021 года было зафиксировано 124 смерти после вакцинации, однако ни один случай не был признан чиновниками Минздрава произошедшим в результате вакцинации.

## Общественное мнение

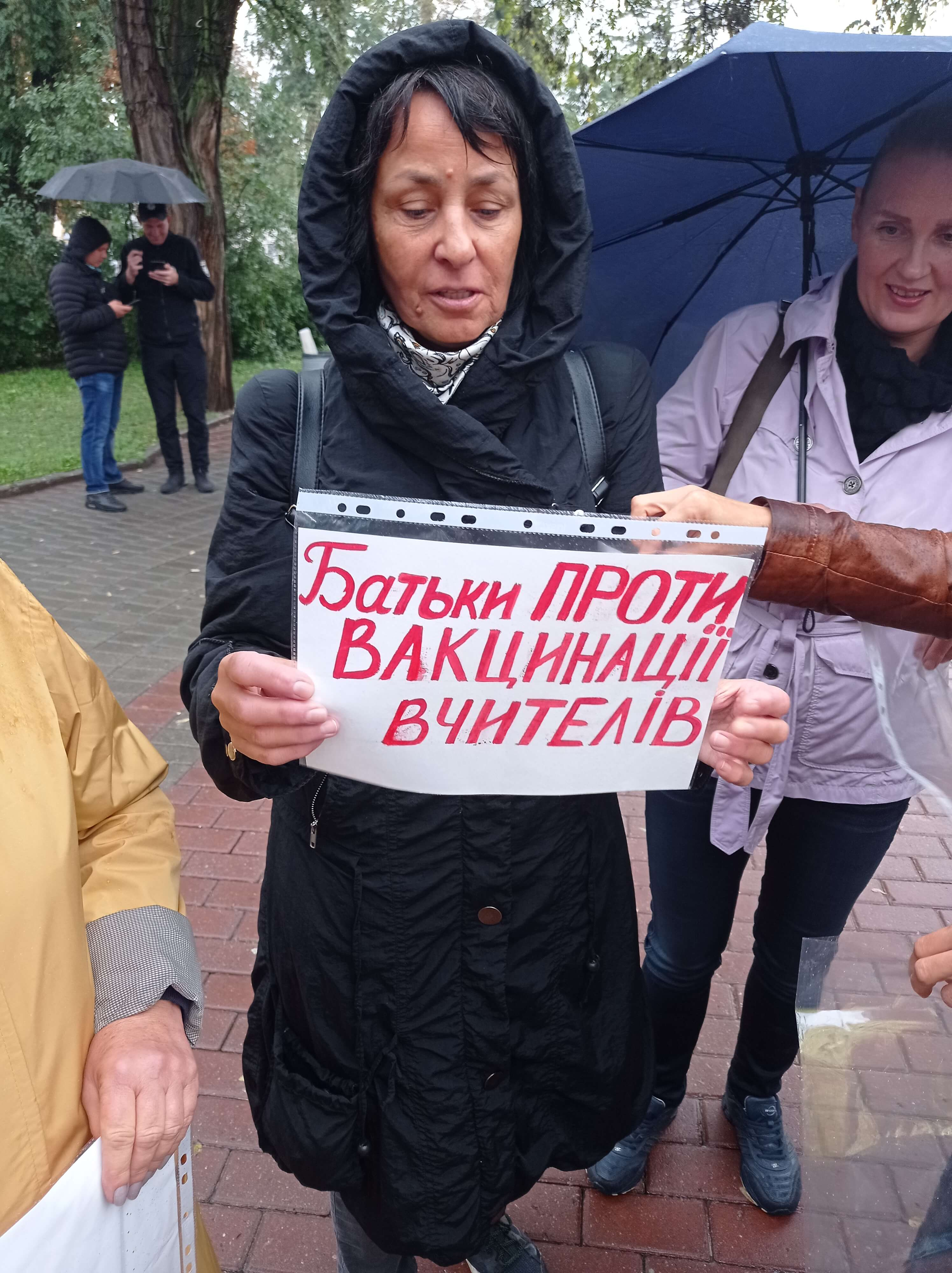
Протест против вакцинации в Чернигове (сентябрь 2021 года)

Скептическое отношение к вакцинам в Украине имело место и до пандемии COVID-19. Отвечая на опрос 2019 года, только 29% украинцев сказали, что вакцины безопасны. Скептицизм относительно вакцин также значителен среди медицинских работников в Украине: по данным ЮНИСЕФ, он достигал уровня 40%. В марте 2021 года около половины населения не планировали делать прививку от COVID-19, даже если вакцина была бы доступна.
Согласно опросу Международного республиканского института и социологической группы РЕЙТИНГ в мае 2021 года в городах Львов, Винница, Сумы, Ужгород и Ивано-Франковск был наивысший уровень желающих вакцинироваться. Меньше всего заинтересованных в вакцинации проживали в Мариуполе, Днепре, Запорожье, Северодонецке и Николаеве.
15 июня 2021 года Центр Разумкова обнародовал опрос, согласно которому 43% украинцев не намерены делать прививки от коронавируса.
В августе 2021 года 56% украинцев, опрошенных Фондом «Демократические инициативы» имени Илька Кучерива, не планировали вакцинироваться. В этом же опросе 52% высказались против обязательной вакцинации против COVID-19. Этот же опрос также показал, что 23% опрошенных считают вакцинацию эффективным средством защиты от COVID-19. Наиболее упомянутыми эффективными методами профилактики коронавирусной болезни (по данным опроса украинцев в августе 2021 года) были мытьё рук после прихода с улицы (54%), соблюдение социальной дистанции (42%), внимательное отношение к здоровью своему и окружающих (39%) и ношение маски (36%).

## Акции протеста
3 ноября 2021 года в Киеве несколько тысяч человек приняли участие в митинге против вакцинации от COVID-19 и ограничительных мер, введённых в связи с пандемией. Участники акции заблокировали в нескольких местах движение в правительственном квартале. Акция освещалась украинскими СМИ неоднозначно.